# この声を聴いていて
『この声を聴いていて』（このこえをきいていて）は、日本のシンガーソングライターであるみのや雅彦の7枚目のアルバム。

## 解説
マジックアイランドレコード移籍第一弾のアルバム。プロデュースを牧田和男が担当。
前作同様、ライナーノーツでは、みのやの楽曲に対する想いが綴られたコメントが楽曲毎に記されている。

## 批評
『CDジャーナル』は、「酸いも甘いも知り尽くした男だからこそ歌える、人生哀歌。いわゆるさまざまな人生の岐路に立った中年の男性にこそ聴いて欲しい、心に感慨深い想いが広がっていく、アダルトな歌謡ロック作品集だ。いわゆるバタ臭い歌謡演歌に辟易してる人にはお勧めです。」と批評した。

## 収録曲
- 全作詞・作曲:みのや雅彦

1. 愛している〜それ以上にどんな言葉があるだろう〜
2. 新しい日々
3. 鍵
4. 真実は涙の中
5. ありがとう
6. 愛をすてないで
7. 涙
8. 孤独になれ
9. 今は・・・
10. この声を聴いていて

## STAFF
- PRODUCE みのや雅彦
- PRODUCER & DIRECTOR 牧田和男(MAGIC ISLAND),菊地圭介(MAGIC ISLAND)
- RECORDING ENGINEER 堂薗慎一(G.T.O group),青野晋也(G.T.O group),菊地圭介(MAGIC ISLAND)
- MIX ENGINEER 堂薗慎一(G.T.O group)
- MASTERING ENGINEER 堂薗慎一(G.T.O group)
- RECORDED AT D-trans studio,Tokyo Bay Studio,K/K MAGIC POINT
- SESSION COORDINATION 佐藤彩子(MAGIC ISLAND)
- ART DIRECTION 久保田高章(MAGIC ISLAND)
- PHOTOGARPHER 遠藤勝
- HAIR & MAKE-UP IZUMI
- STYLIST IZUMI & MINOYA
- MANAGEMENT OFFICE ㈱エス・アール
- ARTIST MANAGER 渡辺晃司,深澤慎一
- SALES PROMOTION 加藤 Woddy 守人(MAGIC ISLAND)
- EXCECUTIVE PRODUCER 牧田和男
- SPECIAL THANKS ,(有)ティ・ラブ・ティ,㈱GTOフォーバレー(吉川直人),(有)メロディコーポレーション(葛西三樹子),91フォノグラムスタッフ

## MUSICIANS
- DRUMS 越谷譲二(1,4,5,6,7,8),奈須勘九郎(2,3)
- E.BASS 牧田和男(1-8)
- E.GUITAR 友常正巳(1-9)
- A.GUITAR 友常正巳(1,4,5,6,8),みのや雅彦(3,8,10),星見陽(2)
- KEYBOARDS 菊地圭介(1-9)
- SYNTHESIZER PROGRAMMING 菊地圭介(9)